# Oudezeele
Oudezeele é uma comuna francesa na região administrativa de Altos da França, no departamento do Norte. Estende-se por uma área de 9.36 km². Em 2010 a comuna tinha 695 habitantes (densidade: 74,3 hab./km²).